# Port lotniczy Tribhuvannagar
Port lotniczy Tribhuvannagar – port lotniczy położony w Tulsipurze w Nepalu.